# Рево д’Аллон-Боннфуа, Кристин
Кристи́н Рево д’Алло́н-Боннфуа́ (фр. Christine Revault d'Allonnes-Bonnefoy; род. 10 ноября 1971, Шатору, департамент Эндр) — французский политик, член Социалистической партии, депутат Европарламента.

## Биография
Получила диплом углублённого обучения (DEA) университета Париж 1 Пантеон-Сорбонна по специальности «политическая социология». Политическую карьеру начала в 1995 году в пресс-службе президентской кампании Лионеля Жоспена, с 1996 года сотрудничала с французскими сенаторами, специализируясь в проблемах иммиграции, гражданства и международной политики. В 2000 году вошла в национальные структуры управления Соцпартии, в 2003 году стала членом её Национального совета. Сначала являлась национальным секретарём по изучению общественного мнения, в 1998 и 2004 году участвовала в кантональных выборах в Вильжюифе. В 2001 году после успешных выборов возглавила социалистическую фракцию в муниципальном совете Вильжюифа и заняла должность заместителя мэра города по вопросам системы образования. В 2004 году избрана в региональный совет Иль-де-Франса, где вошла в Транспортную комиссию; в 2010 году переизбрана в региональный совет и возглавила региональную компанию общественного транспорта (STIF, или Syndicat des transports d'Île-de-France), в 2012 году в президентской кампании Франсуа Олланда отвечала за формулирование политики в области управления транспортной отраслью.
9 апреля 2014 года стала депутатом Европарламента, заняв кресло Арлема Дезира, отказавшегося от своего мандата после назначения во французское правительство.
Приняла участие в европейских выборах 2014 года на третьем месте в списке социалистов по региону Иль-де-Франс, и по итогам голосования получила депутатский мандат.
В период подготовки к «праймериз левых» накануне президентских выборов 2017 года отвечала в команде Венсана Пейона за тему транспорта, а после победы Бенуа Амона участвовала в его кампании.
8 июля 2017 года, после катастрофических для социалистов президентских и парламентских выборов, Национальный совет Соцпартии проголосовал за учреждение временного коллегиального руководства из 16 человек, которому должны оказывать содействие члены партии, занимающие ряд важных выборных должностей (membres de droit), в числе которых названа Рево д’Аллон-Боннфуа.
В марте 2019 года объявила, что не вошла в список социалистов от департамента Валь-де-Марн на очередных европейских выборах, поскольку намерена идти от партии «Общественное место», но по итогам выборов в мае 2019 года осталась вне Европарламента.